# David McGowan (Produzent)
David McGowan ist ein US-amerikanischer Filmproduzent und Filmregisseur. Er produziert insbesondere Dokumentarfilme zu den Themen Umweltschutz und Natur.

## Leben
McGowan besuchte das Columbia College Chicago. In den 1980er Jahren produzierte er unter anderem Dokumentarfilme für die Encyclopedia Britannica Educational Corp. 1990 gründete er in Chicago das Produktionsunternehmen Ravenswood Media, mit dem er vor allem Umwelt- und Naturschutzfilme produziert. Insbesondere engagiert er sich für das Thema der Wasserressourcen, vor allem im Bereich der Großen Seen.
1991 filmte und produzierte McGowan den Dokumentarfilm The Mark of the Maker, in dem er Geschichte und der Alltag der Twinrocker Handmade Paper Papiermühle in Brookston, Indiana zeigte. Der Film war bei der Oscarverleihung 1992 für den Oscar in der Kategorie Bester Dokumentar-Kurzfilm nominiert, gewann jedoch nicht.
McGowan engagiert sich seit 2022 in Ruanda, wo er Filmkurse für die Dokumentation des Lebens von Wildtieren für Wildtiermanager, Ranger, Führer und Fährtenleser hält.

## Filmografie
- 1981: The Indiana Dunes
- 1987: Defining, Classifying, Identifying
- 1987: Observing, Recording, Graphing and Mapping
- 1987: Controlling Variables: Making Accurate Measurements
- 1991: The Mark of the Maker
- 1989: Geology
- 1989: Weather
- 1992: The Windy City
- 1992: Learning About Energy
- 2007: Caves: Life Beneath the Forest
- 2009: Where Waters Wed
- 2009: Why Frogs Call, and Why We Should Listen
- 2009: The Battle for Bats: White Nose Syndrome
- 2009: Blue River, Indiana
- 2010: The Big UP Deal